# النادي الإسماعيلي في إفريقيا

شعار النادي الإسماعيلي.

النادي الإسماعيلي في أفريقيا تعرض هذه القائمة جميع مباريات النادي الإسماعيلي المصري في البطولات القارية في أفريقيا منذ المشاركة الأولى في كأس أفريقيا للأندية البطلة عام 1969. حيث يعتبر النادي الإسماعيلي هو أول بطل عربي لدوري أبطال أفريقيا عندما فاز بها في عام 1969 على تي بي أنغليبيرت الكونغولي والمعروف الآن باسم (تي بي مازيمبي).

## المفاتيح
- د: داخل الأرض
- خ: خارج الأرض
- م: أرض محايدة

- فوز المباراة
- تعادل
- خسارة المباراة

- بطل البطولة
- وصيف البطولة

## تفاصيل المواجهات

### دوري أبطال أفريقيا

#### تحت مسمى (كأس أفريقيا للأندية البطلة)
| الموسم | الدور       | المنافس             | ذهاب                                            | إياب                                            | إجمالي                                          | مراجع |
| ------ | ----------- | ------------------- | ----------------------------------------------- | ----------------------------------------------- | ----------------------------------------------- | ----- |
| 1969   | الأول       | التحدي بنغازي       | 5–0 (خ)                                         | 3–0 (د)                                         | 8–0                                             | [ 1 ] |
| 1969   | ربع النهائي | غور ماهيا           | 3–1 (د)                                         | 1–1 (خ)                                         | 4–2                                             | [ 1 ] |
| 1969   | نصف النهائي | أشانتي كوتوكو       | 2–2 (خ)                                         | 3–2 (د)                                         | 5–4                                             | [ 1 ] |
| 1969   | النهائي     | تي بي أنغليبيرت     | 2–2 (خ)                                         | 3–1 (د)                                         | 5–3                                             | [ 1 ] |
| 1970   | الثاني      | الهلال              | 1–0 (د)                                         | 0–0 (خ)                                         | 1–0                                             | [ 2 ] |
| 1970   | ربع النهائي | برسنوس إف سي كمبالا | 4–1 (د)                                         | 2–1 (خ)                                         | 6–2                                             | [ 2 ] |
| 1970   | نصف النهائي | أشانتي كوتوكو       | 0–0 (د)                                         | 0–2 (خ)                                         | 0–2                                             | [ 2 ] |
| 1971   | الثاني      | الترجي التونسي      | فوز الإسماعيلي لأن الترجي الرياضي التونسي انسحب | فوز الإسماعيلي لأن الترجي الرياضي التونسي انسحب | فوز الإسماعيلي لأن الترجي الرياضي التونسي انسحب | [ 3 ] |
| 1971   | ربع النهائي | أشانتي كوتوكو       | 0–0 (د)                                         | 0–3 (خ)                                         | 0–3                                             | [ 3 ] |
| 1972   | الثاني      | الأهلي الطرابلسي    | 0–1 (د)                                         | 2–1 (خ)                                         | 2–2 (3–4) (ج.)                                  | [ 4 ] |
| 1973   | الأول       | هورسيد              | 1–3 (خ)                                         | 5–0 (د)                                         | 6–3                                             | [ 5 ] |
| 1973   | الثاني      | الأهلي بنغازي       | 4–1 (د)                                         | 1–0 (خ)                                         | 5–1                                             | [ 5 ] |
| 1973   | ربع النهائي | توسكر               | 0–0 (خ)                                         | 1–2 (د)                                         | 1–2                                             | [ 5 ] |
| 1992   | الأول       | يانج أفريكانز       | 2–0 (خ)                                         | 1–1 (د)                                         | 3–1                                             | [ 6 ] |
| 1992   | الثاني      | مولودية قسنطينة     | 0–1 (خ)                                         | 1–0 (د)                                         | 1–1 (3–2) (ج.)                                  | [ 6 ] |
| 1992   | ربع النهائي | النادي الإفريقي     | 3–3 (خ)                                         | 3–1 (د)                                         | 6–4                                             | [ 6 ] |
| 1992   | نصف النهائي | الهلال              | 1–1 (د)                                         | 0–0 (خ)                                         | 1–1                                             | [ 6 ] |

1995.    دور ال 32  .. ضد مانيما بورندي 1.0 , 1.0   2.0
دور ال 16 .. ضد بيرويس رينيون  5.0 , 3.1    8.1
دور ال 8  .. ضد الترجي التونسي  1.0 , 0.0  1.0 
دور قبل النهائي .. ضد اسيك ابيدجان  1.0 , 1.5   2.5 

#### تحت مسمى (دوري أبطال أفريقيا)
| الموسم  | الدور         | المنافس          | ذهاب                                              | إياب                                              | إجمالي                                            | مراجع |
| ------- | ------------- | ---------------- | ------------------------------------------------- | ------------------------------------------------- | ------------------------------------------------- | ----- |
| 2003    | الأول         | زاناكو           | 1–0 (د)                                           | 0–0 (خ)                                           | 1–0                                               | [ 8 ] |
| 2003    | الثاني        | إيه سي بورت لويس | 1–0 (خ)                                           | 6–0 (د)                                           | 7–0                                               | [ 8 ] |
| 2003    | دور المجموعات | إنييمبا          | تأهل النادي الإسماعيلي كثاني.                     | تأهل النادي الإسماعيلي كثاني.                     | تأهل النادي الإسماعيلي كثاني.                     | [ 8 ] |
| 2003    | دور المجموعات | سيمبا            | تأهل النادي الإسماعيلي كثاني.                     | تأهل النادي الإسماعيلي كثاني.                     | تأهل النادي الإسماعيلي كثاني.                     | [ 8 ] |
| 2003    | دور المجموعات | أسيك ميموزا      | تأهل النادي الإسماعيلي كثاني.                     | تأهل النادي الإسماعيلي كثاني.                     | تأهل النادي الإسماعيلي كثاني.                     | [ 8 ] |
| 2003    | نصف النهائي   | الترجي التونسي   | 3–1 (د)                                           | 3–1 (خ)                                           | 6–2                                               | [ 8 ] |
| 2003    | النهائي       | إنييمبا          | 0–2 (خ)                                           | 1–0 (د)                                           | 1–2                                               | [ 8 ] |
| 2010    | التمهيدي      | سوفاباكا إف سي   | 0–0 (خ)                                           | 2–0 (د)                                           | 2–0                                               |       |
| 2010    | الأول         | ستاد تامبونيز    | 3–1 (د)                                           | 0–1 (خ)                                           | 3–2                                               |       |
| 2010    | الثاني        | الهلال           | 1–0 (خ)                                           | 3–1 (د)                                           | 4–1                                               |       |
| 2010    | دور المجموعات | شبيبة القبائل    | لم يتأهل النادي الإسماعيلي لأنه كان المركز الثالث | لم يتأهل النادي الإسماعيلي لأنه كان المركز الثالث | لم يتأهل النادي الإسماعيلي لأنه كان المركز الثالث |       |
| 2010    | دور المجموعات | الأهلي           | لم يتأهل النادي الإسماعيلي لأنه كان المركز الثالث | لم يتأهل النادي الإسماعيلي لأنه كان المركز الثالث | لم يتأهل النادي الإسماعيلي لأنه كان المركز الثالث |       |
| 2010    | دور المجموعات | هارتلاند         | لم يتأهل النادي الإسماعيلي لأنه كان المركز الثالث | لم يتأهل النادي الإسماعيلي لأنه كان المركز الثالث | لم يتأهل النادي الإسماعيلي لأنه كان المركز الثالث |       |
| 2018–19 | التمهيدي      | لي ماسيجير نوغزي | 1–0 (خ)                                           | 3–1 (د)                                           | 4–1                                               |       |
| 2018–19 | الأول         | القطن            | 2–0                                               | 1–2                                               | 3–2                                               |       |
| 2018–19 | دور المجموعات | تي بي مازيمبي    | لم يتأهل النادي الإسماعيلي لأنه كان المركز الرابع | لم يتأهل النادي الإسماعيلي لأنه كان المركز الرابع | لم يتأهل النادي الإسماعيلي لأنه كان المركز الرابع |       |
| 2018–19 | دور المجموعات | شباب قسنطينة     | لم يتأهل النادي الإسماعيلي لأنه كان المركز الرابع | لم يتأهل النادي الإسماعيلي لأنه كان المركز الرابع | لم يتأهل النادي الإسماعيلي لأنه كان المركز الرابع |       |
| 2018–19 | دور المجموعات | النادي الإفريقي  | لم يتأهل النادي الإسماعيلي لأنه كان المركز الرابع | لم يتأهل النادي الإسماعيلي لأنه كان المركز الرابع | لم يتأهل النادي الإسماعيلي لأنه كان المركز الرابع |       |

### كأس الاتحاد الكونفدرالي الأفريقي لكرة القدم
| الموسم | الدور         | المنافس           | ذهاب | إياب | إجمالي | مراجع |
| ------ | ------------- | ----------------- | --- | --- | --- | ----- |
| 2004   | الأول         | الملعب التونسي    | 2–1 (د)                                                                                                   | 0–2 (خ)                                                                                                   | 2–3 | [ 9 ] |
| 2005   | الأول         | سكة حديد مابوتو   | 1–0 (خ)                                                                                                   | 2–0 (د)                                                                                                   | 3–0 |       |
| 2005   | الثاني        | إيه بي آر إف سي   | ألغيت المباراة وتأهل النادي الإسماعيلي بدون لعب لإن إيه بي آر إف سي رفض اللعب                             | ألغيت المباراة وتأهل النادي الإسماعيلي بدون لعب لإن إيه بي آر إف سي رفض اللعب                             | ألغيت المباراة وتأهل النادي الإسماعيلي بدون لعب لإن إيه بي آر إف سي رفض اللعب                             |       |
| 2005   | الثاني مكرر   | كايزر تشيفز       | تأهل النادي الإسماعيلي دون لعب لإن الاتحاد الأفريقي منع كايزر تشيفز من اللعب بسبب مديونيات النادي للإتحاد | تأهل النادي الإسماعيلي دون لعب لإن الاتحاد الأفريقي منع كايزر تشيفز من اللعب بسبب مديونيات النادي للإتحاد | تأهل النادي الإسماعيلي دون لعب لإن الاتحاد الأفريقي منع كايزر تشيفز من اللعب بسبب مديونيات النادي للإتحاد |       |
| 2005   | دور المجموعات | دولفينز           | لم يتأهل النادي الإسماعيلي للنهائي لأنه جاء في المركز الثاني في المجموعة أ                                | لم يتأهل النادي الإسماعيلي للنهائي لأنه جاء في المركز الثاني في المجموعة أ                                | لم يتأهل النادي الإسماعيلي للنهائي لأنه جاء في المركز الثاني في المجموعة أ                                |       |
| 2005   | دور المجموعات | المقاولون العرب   | لم يتأهل النادي الإسماعيلي للنهائي لأنه جاء في المركز الثاني في المجموعة أ                                | لم يتأهل النادي الإسماعيلي للنهائي لأنه جاء في المركز الثاني في المجموعة أ                                | لم يتأهل النادي الإسماعيلي للنهائي لأنه جاء في المركز الثاني في المجموعة أ                                |       |
| 2005   | دور المجموعات | إف سي 105 ليبرفيل | لم يتأهل النادي الإسماعيلي للنهائي لأنه جاء في المركز الثاني في المجموعة أ                                | لم يتأهل النادي الإسماعيلي للنهائي لأنه جاء في المركز الثاني في المجموعة أ                                | لم يتأهل النادي الإسماعيلي للنهائي لأنه جاء في المركز الثاني في المجموعة أ                                |       |
| 2007   | الأول         | أجيسا             | 2–2 (خ)                                                                                                   | 6–1 (د)                                                                                                   | 8–3 |       |
| 2007   | الثاني        | الجاموس الأخضر    | 2–1 (د)                                                                                                   | 1–1 (خ)                                                                                                   | 3–2 |       |
| 2007   | الثاني مكرر   | الوداد            | 1–0 (خ)                                                                                                   | 2–0 (د)                                                                                                   | 3–0 |       |
| 2007   | دور المجموعات | المريخ            | لم يتأهل النادي الإسماعيلي لأنه جاء في المركز الثالث في المجموعة ب                                        | لم يتأهل النادي الإسماعيلي لأنه جاء في المركز الثالث في المجموعة ب                                        | لم يتأهل النادي الإسماعيلي لأنه جاء في المركز الثالث في المجموعة ب                                        |       |
| 2007   | دور المجموعات | دولفينز           | لم يتأهل النادي الإسماعيلي لأنه جاء في المركز الثالث في المجموعة ب                                        | لم يتأهل النادي الإسماعيلي لأنه جاء في المركز الثالث في المجموعة ب                                        | لم يتأهل النادي الإسماعيلي لأنه جاء في المركز الثالث في المجموعة ب                                        |       |
| 2007   | دور المجموعات | كوارا يونايتد     | لم يتأهل النادي الإسماعيلي لأنه جاء في المركز الثالث في المجموعة ب                                        | لم يتأهل النادي الإسماعيلي لأنه جاء في المركز الثالث في المجموعة ب                                        | لم يتأهل النادي الإسماعيلي لأنه جاء في المركز الثالث في المجموعة ب                                        |       |
| 2011   | الأول         | سوفاباكا          | 2–0 (د)                                                                                                   | 0–4 (خ)                                                                                                   | 2–4 |       |
| 2013   | الأول         | تي سي أوه بوني    | 2–0 (د)                                                                                                   | 2–2 (خ)                                                                                                   | 4–2 |       |
| 2013   | الثاني        | الأهلي شندي       | 0–0 (خ)                                                                                                   | 0–0 (د)                                                                                                   | 0–0 (3–2 ج.)                                                                                              |       |
| 2013   | الثاني مكرر   | البنزرتي          | 0–3 (خ)                                                                                                   | 1–0 (د)                                                                                                   | 1–3 |       |
| 2014   | الأول         | MK Etanchéité     | 0–0 (خ)                                                                                                   | 0–0 (د)                                                                                                   | 0–0 (4–3 ج.)                                                                                              |       |
| 2014   | الثاني        | بترو إتليتيكو     | 0–0 (د)                                                                                                   | 0–1 | 0–1 |       |

### كأس الاتحاد الأفريقي للأندية
| الموسم | الدور       | المنافس          | ذهاب    | إياب                        | إجمالي                      | مراجع  |
| ------ | ----------- | ---------------- | ------- | --------------------------- | --------------------------- | ------ |
| 2000   | الأول       | المحلة الطرابلسي | 5–1     | 2–3                         | 7–4                         | [ 10 ] |
| 2000   | الثاني      | حي العرب         | 8–0 (د) | انسحب نادي حي العرب الرياضي | انسحب نادي حي العرب الرياضي | [ 10 ] |
| 2000   | ربع النهائي | كيب كوست إيبوسوا | 4–0 (د) | 2–0 (خ)                     | 6–0                         | [ 10 ] |
| 2000   | نصف النهائي | ستاد أبيدجان     | 5–0 (د) | 2–0 (خ)                     | 7–0                         | [ 10 ] |
| 2000   | النهائي     | شبيبة القبائل    | 1–1 (د) | 0–0 (خ)                     | 1–1                         | [ 10 ] |

### كأس أفريقيا للأندية أبطال الكؤوس
| الموسم | الدور       | المنافس        | ذهاب    | إياب    | إجمالي | مراجع  |
| ------ | ----------- | -------------- | ------- | ------- | ------ | ------ |
| 1998   | الأول       | البحر الأحمر   | 2–2 (د) | 0–0 (خ) | 2–2    | [ 11 ] |
| 2001   | الأول       | ماثاري يونايتد | 1–1 (خ) | 2–1 (د) | 3–2    |        |
| 2001   | الثاني      | سيمبا          | 2–0 (د) | 0–1 (خ) | 2–1    |        |
| 2001   | ربع النهائي | كايزر تشيفز    | 0–0 (خ) | 1–1 (د) | 1–1    |        |